# Ranitidina
La ranitidina, nella fase sperimentale conosciuta con la sigla AH19065, è una molecola con attività antagonista dei recettori H2 dell'istamina il cui effetto è l'inibizione della produzione di acido da parte dello stomaco.
Come farmaco, nella forma di sale cloridrato o bismuto citrato, veniva comunemente utilizzata per il trattamento dell'ulcera gastrica o del reflusso gastroesofageo. In Italia era venduta dalla società farmaceutica GlaxoSmithKline e commercializzata con il brand Zantac, così come dalla società Menarini con il nome commerciale di Ranidil, nella forma di compresse da 75, 150 e 300 mg e di fiale da 50 mg contenenti una soluzione iniettabile per uso endovenoso. Una volta scaduto il brevetto è stato commercializzato da numerose altre società come farmaco equivalente fino al ritiro dal mercato avvenuto nel 2020, ufficialmente il 7 settembre 2022 (data revoca autorizzazione alla commercializzazione).

## Storia
La ranitidina fu sviluppata durante gli anni settanta dalla Glaxo per uguagliare il successo commerciale acquisito dalla Smith, Kline & French (prima della fusione delle due aziende in GlaxoSmithKline) con la cimetidina, primo antagonista dei recettori H2 per l'istamina. Attraverso un razionale processo di drug design ottenuto grazie alla messa a punto di un modello di recettore H2, si arrivò alla sintesi della ranitidina sostituendo l'anello imidazolico della cimetidina con un anello furanico.
Rispetto alla cimetidina, la ranitidina presentava un miglior profilo di tollerabilità (vale a dire una minore incidenza di effetti collaterali indesiderati), un tempo di azione più prolungato, che ne permetteva un minor numero di somministrazioni giornaliere, e un'attività dieci volte maggiore, dovuta alla maggiore affinità tra il farmaco e il recettore.
Il più basso numero di effetti avversi è in parte spiegabile con la minore affinità di ranitidina (10% circa) rispetto a cimetidina per il citocromo CYP450. Probabilmente lo stesso meccanismo spiega anche i minori effetti collaterali provocati da altre molecole H2 bloccanti, come la famotidina e la nizatidina.
La Glaxo mise in commercio la ranitidina nel 1981, ottenendo un enorme fatturato. La ranitidina divenne presto nel mondo il farmaco più prescritto fino al 1988. Successivamente, nel trattamento dell'ulcera peptica e dell'esofagite da reflusso fu in gran parte sostituita dall'omeprazolo, il capostipite dei farmaci inibitori di pompa protonica, che a sua volta per molti anni fu il farmaco più venduto al mondo.
Il 20 settembre 2019, l'EMA, l'AIFA e le autorità nazionali degli Stati membri hanno disposto il ritiro della ranitidina prodotta presso l'officina farmaceutica Saraca Laboratories LTD - India, dalle farmacie e dalla Grande Distribuzione Organizzata dell'Unione Europea. La decisione segue alla dimostrazione della presenza nel farmaco di tracce di una tipologia di nitrosammina (l'NDMA)classificata dallo IARC come potenzialmente cancerogena per l'uomo.
A scopo precauzionale, l'AIFA ha anche disposto il divieto di utilizzo di tutti i lotti commercializzati in Italia di medicinali contenenti ranitidina prodotta da altre officine farmaceutiche diverse da SARACA LABORATORIES LTD, in attesa che vengano analizzati. Fra essi, è stato disposto il ritiro di tutti i lotti di Zantac 150 mg presenti nel mercato italiano.
Nel 2020 sia l'EMA che l'FDA hanno ritirato dal commercio la ranitidina.

## Chimica
Gli H2-antagonisti sono chimicamente analoghi dell'istamina, e in sostituzione del gruppo etilaminico di quest'ultima presentano una voluminosa catena laterale. Questo permette loro di inibire competitivamente l'azione dell'istamina sui recettori H2. Sono molecole altamente selettive, che non agiscono sui recettori H1 e hanno scarsissimi effetti sui recettori H2 situati fuori dalla parete gastrica, ad esempio quelli situati nella muscolatura liscia dei vasi sanguigni o nella parete bronchiale. Trattandosi di molecole idrofile, gli H2-antagonisti penetrano la barriera emato-encefalica solo in quantità limitata e non hanno effetti sul sistema nervoso centrale, come accade per la maggior parte degli antistaminici che agiscono sui recettori H1.

## Farmacodinamica
La ranitidina appartiene alla classe degli antagonisti dei recettori H2 per l'istamina (detti per brevità H2-antagonisti), responsabili del controllo fisiologico della secrezione gastrica (i recettori H1 sono invece responsabili di altre e diverse azioni tra cui la contrazione della muscolatura liscia bronchiale, il mantenimento dello stato di veglia e, a causa dell'azione di vasodilatazione e aumento della permeabilità capillare, sono spesso coinvolti in alcune manifestazioni allergiche).
La ranitidina riduce in modo competitivo e dose-dipendente la secrezione acida gastrica indotta da istamina, ma anche da gastrina e da agenti muscarinici. Come gli altri H2-antagonisti, inibisce sia la secrezione gastrica basale (a digiuno) e notturna, sia quella stimolata dal cibo. Si riduce sia il volume del succo gastrico, sia la sua concentrazione di ioni H+ (aumento del pH).

## Farmacocinetica
Ranitidina dopo somministrazione per via orale è ben assorbita dal tratto gastrointestinale e raggiunge entro 1-2 ore la concentrazione plasmatica massima (Cmax). 
A seguito di iniezione intramuscolare il picco di concentrazione plasmatica viene raggiunto entro 15 minuti dalla somministrazione. Nell'organismo la molecola non viene metabolizzata estensivamente, solo un 50% circa viene trasformata a livello epatico.
Il legame con le proteine plasmatiche è piuttosto basso, raggiungendo il 15% circa. Dopo somministrazione orale il 96% della dose assunta è escreto per via urinaria (70%) e con le feci (26%), per un terzo (35 %) come farmaco immodificato. Meno del 3% della dose viene escreta nella bile. Nei soggetti anziani l'emivita, normalmente di 2-3 ore, tende a essere prolungata (3–4 h) e la clearance del farmaco a ridursi, in modo congruente con la diminuzione della funzionalità renale legata all'età.

## Usi clinici
La molecola trova indicazione nel trattamento dell'ulcera duodenale, dell'ulcera gastrica benigna, delle ulcere post–operatorie e recidivanti, dell'esofagite da reflusso, della dispepsia cronica e infine della sindrome di Zollinger–Ellison.

## Dosi terapeutiche
- Ulcera gastrica benigna e dispepsia cronica (adulti e bambini sopra i 12 anni): 150 mg 2 volte al giorno o 300 mg una volta alla sera, per 4-8 settimane.
- Malattie originate dal reflusso gastroesofageo (adulti e bambini sopra i 12 anni): 150 mg 2 volte al giorno o 300 mg una volta alla sera, per 8-12 settimane a seconda della gravità.
- Sindrome di Zollinger-Ellison (adulti e bambini sopra i 12 anni): 150 mg 3 volte al giorno (dose massima 6 g frazionati)

## Effetti collaterali ed indesiderati
| Tipi di reazioni                      | Comuni (>1/100, <1/10) | Non comuni (>1/1.000, <1/100)               | Rare (>1/10.000, <1/1.000)                                                                                  | Molto rare (<1/10.000)                                                                                           | Frequenza non nota |
| ------------------------------------- | ---------------------- | ------------------------------------------- | --- | --- | ------------------ |
| Disturbi del sistema immunitario      |                        |                                             | - Orticaria - Dermatite bollosa - Eczemi - Rash cutaneo - Edema angioneurotico - Broncospasmo - Eosinofilia | - Shock anafilattico                                                                                             |                    |
| Disturbi psichiatrici                 |                        |                                             | | - Confusione mentale - Depressione - Allucinazioni - Agitazione psicomotoria                                     |                    |
| Disturbi del sistema nervoso          |                        | (grave) mal di testa, fatica, capogiro      | | - Cefalea - vertigine - Sonnolenza - Insonnia - Movimenti involontari                                            |                    |
| Disturbi del sistema emolinfopoietico |                        |                                             | | - Leucopenia - Trombocitopenia - Agranulocitosi - Pancitopenia - Ipoplasia midollare - Aplasia midollare         |                    |
| Disturbi cardiaci e vascolari         |                        |                                             | | - Bradicardia - Tachicardia - Cardiopalmo (palpitazioni) - Extrasistolia - Blocco atrio–ventricolare - Vasculite |                    |
| Disturbi gastrointestinali            |                        | - Dolore addominale - Costipazione - Nausea | | - Pancreatite acuta - Vomito - Diarrea                                                                           |                    |
| Disturbi visivi                       |                        |                                             | | - Offuscamento della vista (reversibile)                                                                         |                    |

## Interazioni
- Sebbene secondo il produttore, sulla base di alcune segnalazioni episodiche, la ranitidina non dovrebbe essere raccomandata in caso di porfiria perché potrebbe favorire la comparsa di attacchi di porfiria acuta, il Norwegian Porphyria Centre (Napos) ha classificato la ranitidina come “probabilmente non porfirinogenica“. In genere i farmaci che tendono a causare o esacerbare la porfiria sono quelli che inducono gli enzimi del citocromo epatico P450; la ranitidina possiede minima attività di inibizione e nulla attività di induzione sugli enzimi citocromiali[12].

- Somministrare con cautela la ranitidina in pazienti con ridotta o alterata funzionalità epatica per il possibile accumulo del farmaco nell'organismo. In due pazienti con grave epatopatia (epatite indotta da ketoconazolo e cirrosi correlata a epatite C) la somministrazione di ranitidina è stata associata a comparsa di sindrome di Stevens-Johnson[13].

- Si consiglia di somministrare ranitidina e antiacidi con almeno un intervallo di 2 ore. Gli antiacidi contenenti alluminio e magnesio idrossido riducono di circa un quarto l'assorbimento della ranitidina quando somministrati insieme. L'interazione è considerata statisticamente significativa[14].

- In caso di associazione ranitidina-antimicotico, preferire l'impiego di fluconazolo a quello di ketoconazolo. La ranitidina quando somministrata 2 ore prima di ketoconazolo ha determinato una riduzione della biodisponibilità dell'antimicotico correlata all'aumento progressivo dell'alcalinità a livello gastrico (Piscitelli et al., 1991). Il ketoconazolo, a sua volta, aumenta l'assorbimento della ranitidina a livello del tratto gastrointestinale, probabilmente attraverso un meccanismo che vede coinvolto il sistema di trasporto della glicoproteina-P (la ranitidina è substrato della glicoproteina-P)[15].